# 1897年大西洋飓风季
1897年大西洋飓风季的活跃度偏低，仅形成六个热带气旋，其中四个曾经登陆。有三场风暴达到飓风强度，但都没有发展成大型飓风，即达到现代萨菲尔-辛普森飓风等级下的三级或以上标准。本季第一个气旋的形成时间就异常之晚，于8月31日在佛得角以南海域出现。风暴的最大持续风速为每小时155公里，相当于二级飓风强度，是本季最强飓风。气旋位于亚速尔群岛以北洋面时产生狂风巨浪，导致一艘船同全部45名船员一起葬身大海。9月10日，第二场风暴在佛罗里达海峡出现，然后增强成飓风并向西北方向穿越墨西哥湾，吹袭路易斯安那州后不久于9月13日逐渐消散，共夺走29条人命，经济损失约为15万美元（1897年美元）。
9月20日，第三场风暴在墨西哥湾东南部发展形成。气旋沿美国东岸移动并造成大面积破坏，其中佛罗里达州灾情最为严重。9月25日，加勒比海西北部出现第四场风暴。气旋围绕古巴移动，路径呈半圆形，最终于四天后在佛罗里达州近海失去踪影。古巴因大风和洪灾受到轻度破坏。10月9日，第五号飓风在向风群岛附近出现。气旋向西移动，然后蜿蜒向东北方向穿越加勒比海，最终袭击古巴。该国受到轻度破坏，海上有艘载有230人的船沉没，其中42人获救，余下的188人推定已经死亡。本季最后一个气旋于10月23日在巴哈马附近出现，之后吹袭北卡罗莱纳州的外滩群岛，还在弗吉尼亚州东南部引发严重洪灾，导致六人遇难，最终在10月29日失去踪影。
这年飓风季的活跃程度还经累积气旋能量指数反映出来，数值为55。大致来说，气旋能量指数通过飓风强度和持续时间计算，强度越高、持续时间越长的风暴，其指数也相应越高。只有在热带天气系统风速达到或超过每小时63公里（34节）或热带风暴强度时才会计算该指数，并纳入全面的气象公告，并且亚热带气旋的指数不会计入累积数值。

## 风暴

### 第一号飓风
协调世界时8月31日早上6点，本季首场风暴在佛得角附近出现。气旋起初是热带风暴，在向西北偏西移动期间缓慢增强，于9月1日达到飓风强度。风暴蜿蜒向西北移动，于9月2日进一步强化成二级飓风。气旋继续向西北前进，再于9月6日晚转向东北。次日上午11点30分左右，风暴达到最大持续风速每小时155公里、最低气压972毫巴（百帕，28.7英寸汞柱）的最高强度。9月9日清晨，气旋强度回落到一级飓风标准，然后于当天在亚速尔群岛以北较远处海域转变成温带气旋。风暴的温带残留继续减弱，最终于9月10日在爱尔兰岛以西洋面逐渐消散。据“圣彼得号”（St. Peter）三桅帆船的船员报告，有一艘载有45人的船倾覆，无人生还。

### 第二号飓风
9月10日，佛罗里达海峡出现热带风暴。数小时后，气旋登陆佛罗里达州马贵斯礁岛群，然后在9月11日清晨增强成飓风。风暴接下来还有小幅强化，不久后就达到风力时速140公里的最高强度。气旋在向西北偏西穿越墨西哥湾期间保持最高强度，再于9月13日清晨吹袭路易斯安那州卡梅伦堂区最西南角。此后不久，飓风在德克萨斯州上空减弱成热带风暴，最终于数小时后逐渐消散。
佛罗里达礁岛群没有受到气旋影响。路易斯安那州西南部的庄稼因狂风受损，还有风车倒塌。大风在海上激起大浪，导致部分小舟和帆船严重受损。德克萨斯州东部受到重创，狂风和风暴潮导致多个城市的大量建筑、房屋和庄稼受损或被毁，受灾城市包括博蒙特、新萨宾帕斯（New Sabine Pass）、萨宾帕斯（Sabine Pass）、阿瑟港，以及橙县的奥兰治（Orange）。报导中认为这场飓风是1875年后对德萨斯州东部破坏最严重的热带气旋，该州至少有29人丧生，其中阿瑟港六人、萨宾帕斯四人，博蒙特16人，海上三人。全州遭受的损失总额约为15万美元（1897年美元）。

### 第三号热带风暴
本季第三个热带气旋于9月20日出现在墨西哥湾东南部，并在向东北移动期间逐渐强化，于次日清晨以持续风速每小时110公里强度从佛罗里达州博卡格兰德（Boca Grande）附近登陆。坦帕降下暴雨，致使街道和巷道被淹，城内部分地区无法通行，特别是德索托酒店附近情况严重，另外还有两间消防局严重受损。佛罗里达州东岸以可可灾情最为严重，部分建筑被毁，还有一些房屋失去屋顶。更北面的费南迪纳比奇港口内有多艘船只挣脱锚固，引起相当严重的破坏。
虽然风暴在穿越佛罗里达州期间减弱，但9月21日晚进入大西洋后又重新增强。气旋朝东北移动，于9月23日上午10点以风力时速110公里强度从北卡罗莱纳州哈特拉斯（Hatteras）附近登陆。该州东部的新伯尔尼（New Bern）海潮高涨并刮起狂风。此后不久，风暴重返大西洋。气旋开始减弱，但9月24日又分别从纽约州长岛和康涅狄格州新伦敦登陆。风暴接下来加速向东北移动，于9月25日在新不伦瑞克上空弱化成热带低气压。数小时后，气旋在拉布拉多东南近海消散。

### 第四号热带风暴
9月25日清晨，大开曼以西约160公里海域出现热带风暴。气旋缓慢向西北移动，于9月27日清晨从古巴圣安东尼奥角（Cape San Antonio）附近经过，然后进入墨西哥湾，同时在蜿蜒北上期间逐渐强化。9月28日，风暴达到最大持续风速每小时75公里，最低气压1010毫巴（百帕，30英寸汞柱）的最高强度。9月29日清晨，气旋蜿蜒向东移动，最终于数小时后在佛罗里达州近海消散。风暴在古巴部分地区产生狂风暴雨，向东远至哈瓦那都受到影响并发生洪灾，但没有出现重大破坏。

### 第五号飓风
本季第五个热带气旋最早是10月9日在向风群岛附近发现。风暴向西北偏西穿越加勒比海，强度接连数天保持不变。10月14日，气旋在加勒比海西北部上空转向西北，再于次日转朝东北前进。风暴开始强化，于10月18日清晨达到飓风标准，然后在数小时后以风力时速130公里强度从古巴今圣斯皮里图斯省登陆。该国受到轻度破坏，比那尔德里奥省近海一艘名为“特里同号”（Triton）的船只沉没，船上所载的230人中有42人幸得经过船只救援，其余188人遇难，其中船长自杀身亡。
气旋在经过古巴期间减弱，强度于10月19日回落到热带风暴水平，并在几乎同一时间进入大西洋抵达巴哈马中部附近。穿越巴哈马期间，风暴蜿蜒向东北偏北前进，移动速度开始提升，然后未经强化就以持续风速每小时100公里强度从北卡罗莱纳州哈特拉斯角（Cape Hatteras）附近登陆。北卡罗莱纳州沿海地区刮起狂风，降雨总量在25到178毫米之间。美国东北部也有部分地区出现强风，并以罗德岛州布洛克岛（Block Island）所测风速最高，为每小时90公里。返回大西洋之后，气旋继续快速向东北移动，最终于10月21日在新英格兰近海转变成温带气旋。

### 第六号热带风暴
10月23日，本季最后一个热带气旋出现在巴哈马上空。风暴向东北偏北前进，强度基本保持不变。到了10月25日，气旋已开始在美国东岸近海以环状路径移动，并在此时达到风力时速100公里的最高强度。风暴向西南移动，于10月25日晚23点以最高强度从北卡罗莱纳州戴尔县达克（Duck）附近登陆。10月26日清晨，气旋转向东南并迅速回到海上。接下来风暴向东移动，不久又转向东北，最终于10月29日转变成温带气旋。
美国国家气象局向该国东岸大部分地区发布强风和大浪警告。风暴潮和潮汐导致哈特拉斯角至缅因州沿海地区的部分木板道路和海滩房屋受到相当严重的破坏。弗吉尼亚州有部分船只被风暴潮冲上岸，还有一些毁于一旦。詹姆斯河的水位比以往的涨潮水位还高1.5米。诺福克和阿可麦克县钦科蒂格（Chincoteague）在内的多个城市发生沿海洪灾。威洛比叉口被潮水分成几个部分，老安乐角（Old Point Comfort）的铁轨被冲走。雪松岛被夷为平地，看上去只剩“一片平坦的沙地”。弗吉尼亚州共有六人丧生，其中四人是在纽波特纽斯溺毙，另外两人触电身亡。